# Lozzo di Cadore
Lozzo di Cadore är en ort och kommun i provinsen Belluno i regionen Veneto i Italien. Kommunen hade 1 340 invånare (2018).